# Muñequita Sally
Sara Haydee Barreto Retuerto (Sumbilca, Lima, 28 de mayo de 1969-Lima, 28 de mayo de 2007), más conocida como Muñequita Sally, fue una cantante folclórica de huaino, huaylarsh y cumbia considerada diva musical en el Perú.
Sally comenzó a cantar a la edad de seis años y a los once ya tenía su segundo disco. Antes de ser solista, formó parte del reconocido grupo musical juvenil Pintura Roja junto con Johnny Orosco y la Princesita Mily. 
Falleció el 28 de mayo de 2007, el día que cumplió 38 años de edad, unos días después de la tragedia del Grupo Néctar en donde también falleció Orosco.

## Biografía
Sara Barreto nació el 28 de mayo de 1969 en el distrito de Sumbilca, en la provincia de Huaral, en el departamento de Lima. Hija de Hilda Retuerto Nery, su padre biológico abandonó el hogar dejando a Sara y su hermano mayor Víctor al cuidado de su madre. Fue su padre legal (quien le dio su apellido) Hilario Barreto Campos quien le inculcó el amor por la música y el arte, ayudándola a formar su primera banda musical y bautizándola con su primer nombre artístico: la Natachita del Folklore.
A los diez años de edad, Sara ya compartía (a veces solo por cinco minutos) el escenario con sus ídolos de ese entonces: Princesita de Yungay, Pastorita Huaracina, Jilguero del Huascarán o Amanda Portales.
La familia se muda a la ciudad de Lima (exactamente al distrito de Ancón) para consolidar la carrera de Sara. Instalados en el pueblo joven, Sara, convertida ya en adolescente, cambió su rubro en su carrera artística e incursionó en la música chicha al ingresar a la banda Pintura Roja, banda popular en los ochenta, donde figuró junto con Princesita Mily y junto con el futuro fundador del Grupo Néctar: el cantante y compositor Johnny Orosco.
Años más tarde se separa del grupo para retomar su carrera como cantante de huaino, es ahí que adopta el nombre artístico Muñequita Sally y empieza a brillar como solista.  En 2003 liberó su disco Papeles, de la casa Clave Music, que obtuvo su disco de oro. Sin embargo, ella permaneció alejada de los escenarios por motivos familiares.
Aunque admitió que su retorno no fue fácil, liberó un nuevo disco compacto inspirado en vivencias de desamor. Es por lo cual que Sally consolidó su trayectoria musical del género popular, con la interpretación de El huaylas del pisao, o simplemente Pisao, en 2006. Desde entonces recibió el apodo de Muñequita del Pueblo.

## Vida personal
En 1991 se casó con el policía Demetrio Deciderio Valenzuela Cutti y tuvo una hija llamada Daisy. Sin embargo, su esposo falleció posteriormente víctima de una emboscada terrorista. Posteriormente conoce a Genaro Luis Cerna, con quien se casó y tuvo dos hijos: Kevin y Cielo. Con una nueva vida, Sally fundó el Colegio Preuniversitario Dios es Amor de Ancón mientras regresaba a los escenarios.

## Muerte
Falleció el 28 de mayo de 2007 en un accidente automovilístico, ocurrido en el km 29 de la carretera Panamericana norte, muy cerca del cementerio Jardines del Buen Retiro de Puente Piedra, donde sería sepultada. Murió coincidiendo el día de su treinta y ocho cumpleaños, junto a su chófer, y dejó huérfanos de madre a sus tres hijos. Tras un colapso nervioso y devastada por su pérdida, su madre Hilda se suicidó diez días después y fue sepultada junto a ella.
Un año después de su fallecimiento, el alcalde de Lima, Luis Castañeda, entregó el diploma de honor en mérito a la trayectoria.

## Discografía
| - 1985: Pinceladas musicales - 1986: Siempre juntos - 1987: La fuerza musical de Pintura Roja - 1986: Bailando al ritmo | - 1998: Cumbia con arpa - 2000: El huaylas del pisao pisao - 2001: Siempre la titular - 2003: En vivo - 1999: Hoy y siempre |